# 로라 해링

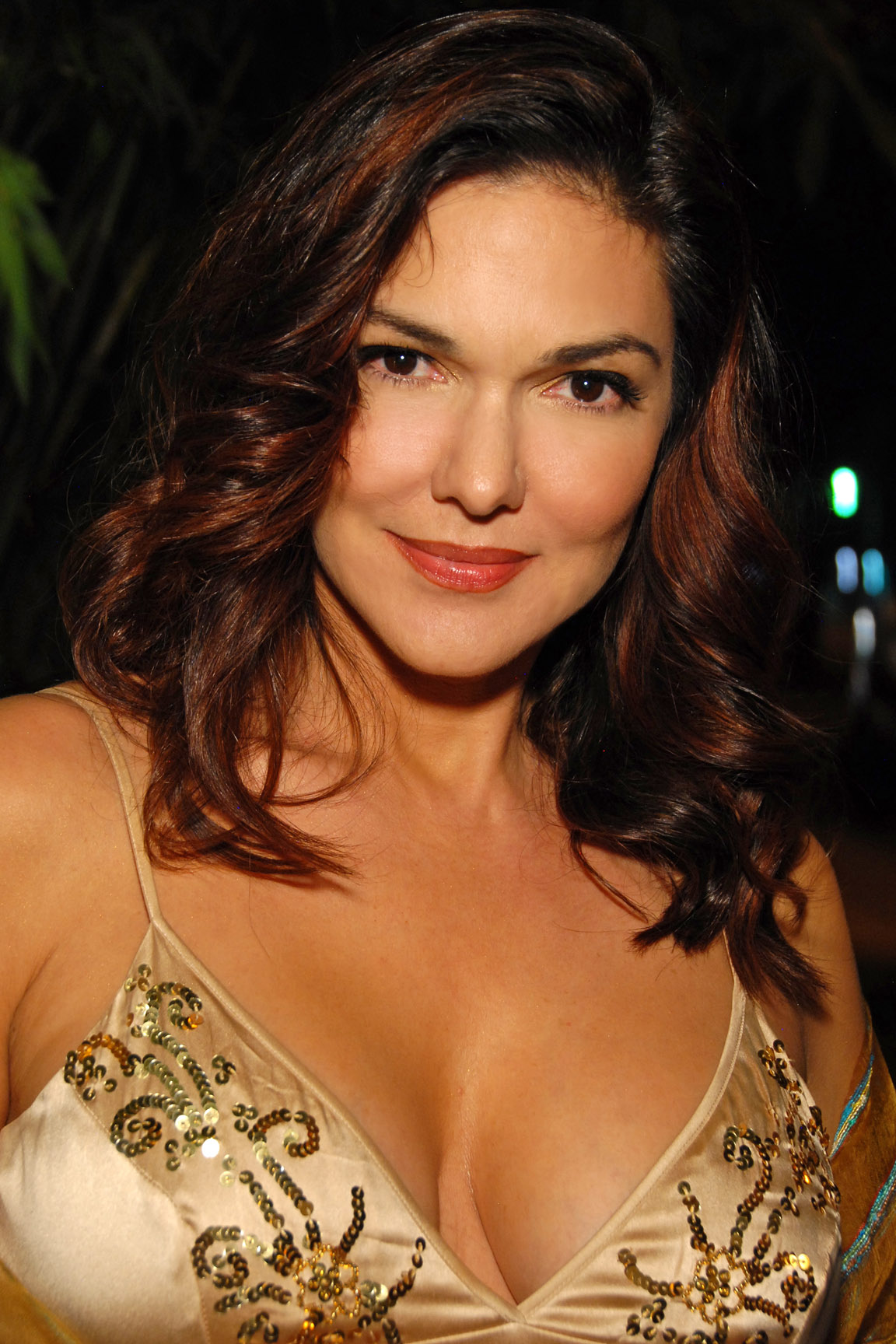
2011년 모습

로라 해링(영어: Laura Harring, 1964년 3월 3일 ~ )은 멕시코 출신의 미국 배우이다. 1995년 제34회 미스 USA 우승자이며, 1987년에 TV 영화 《알라모》로 데뷔했다.

## 학력
- 런던 아카데미 오브 뮤직 앤드 드라마틱 아트

## 출연 작품

### 영화
- 알라모 (1987, The Alamo: 13 Days to Glory)
- 죽음의 밤 3 (1989)
- 금지된 춤 (1990)
- Rio Diablo (1993)
- 리틀 니키 (2000)
- 에덴으로 가는 비상구 (1994, Exit to Eden)
- A Family in Crisis: The Elian Gonzales Story (2000)
- 멀홀랜드 드라이브 (2001)
- 존 큐 (2002)
- 디레일드 (2002)
- 윌러드 (2003)
- 퍼니셔 (2004)
- 더 킹 (2005)
- Ghost Son (2006)
- 낸시 드류 (2007)
- 콜레라 시대의 사랑 (2008)

## 같이 보기
- 미스 USA
- 미스 유니버스
- 브룩 리
- 리마 파키
- 앨리사 캄파넬라